# Yamaha SM
Yamaha SM är en snöskoterserie från Yamaha Motor Company. För Yamaha SM300 och Yamaha SM340, se Yamaha GS.
Under 1973 introducerade Yamaha SM292. Egentligen var detta en SL292C fast med vissa förändringar, nytt var bl.a. nya stötfångare runt om. Stötfångarna var mer lika SL292B. Några förändringar från SL292C presenteras i listan nedan.
- Ny förgasare
- Ingen ventil för kompression som fanns på SL
- Ingen elstart
- Förändrat chassi, förstärkt jämfört med SL292C
- Ny bränsletank
- Förändringar i luftfilter
- Nytt enklare sits
- Ny huv och nya dekaler.

## SM-serien år från år
1974 kom SM292F. Förändringarna var moderata även om man hoppade i beteckningen från 292 till 292F. Man hade återinfört ventilen som fanns på SL292C men i övrigt var förändringarna små. Motorn är fortfarande den encylindriga tvåtaktaren på 18 hk. Detta var den sista Yamaha i SM-serien även om den i Sverige kom att komma i 300- och 340-modell. För denna modell se Yamaha GS-serie.
1975 SM292F saluförs men det är samma snöskoter som året innan. 
Anmärkning: Yamahabroschyrer från 1973 presenterar inte någon SM-snöskoter. Yamaha Part Directory gör dock detta.